# Katie Swan
Katie Swan (* 24. März 1999 in Bristol, England) ist eine britische Tennisspielerin.

## Karriere
Swan, die mit sieben Jahren das Tennisspielen begonnen hat, bevorzugt dabei den Hartplatz. Sie spielt vorwiegend Turniere auf der ITF Women’s World Tennis Tour, bei der sie bislang 14 Einzel- und einen Doppeltitel gewinnen konnte.
Für das Hauptfeld der AEGON Classic Birmingham 2015 bekam sie eine Wildcard; sie verlor dort ihre Erstrundenbegegnung gegen Zwetana Pironkowa. Auch für die Qualifikation der Wimbledon Championships erhielt sie eine Wildcard. Dort konnte sie ihr Erstrundenmatch gegen Kristína Kučová gewinnen, unterlag dann aber Tamira Paszek.
2016 gab sie ihr Debüt in der britischen Fed-Cup-Mannschaft;  ihre Fed-Cup-Bilanz weist bislang vier Siege bei zwei Niederlagen aus.

## Turniersiege

### Einzel
| Nr. | Datum              | Turnier             | Kategorie   | Belag             | Finalgegnerin              | Ergebnis       |
| --- | ------------------ | ------------------- | ----------- | ----------------- | -------------------------- | -------------- |
| 1.  | 22. März 2015      | Scharm asch-Schaich | ITF $10.000 | Hartplatz         | Julia Terziyska            | 6:2, 6:2       |
| 2.  | 27. September 2015 | Madrid              | ITF $10.000 | Hartplatz         | Cristina Sánchez-Quintanar | 6:75, 6:2, 6:3 |
| 3.  | 5. März 2017       | Scharm asch-Schaich | ITF $15.000 | Hartplatz         | Pemra Özgen                | 6:3, 6:1       |
| 4.  | 12. März 2017      | Scharm asch-Schaich | ITF $15.000 | Hartplatz         | Julia Wachaczyk            | 6:4, 7:5       |
| 5.  | 29. Oktober 2017   | Óbidos              | ITF $25.000 | Teppich           | Katie Boulter              | 5:0 Aufgabe    |
| 6.  | 12. Mai 2018       | Monzón              | ITF $25.000 | Hartplatz         | Aliona Bolsova Zadoinov    | 6:2, 6:3       |
| 7.  | 13. Oktober 2019   | Claremont           | ITF W25     | Hartplatz         | Thaisa Grana Pedretti      | 6:1, 6:3       |
| 8.  | 21. Februar 2021   | Orlando             | ITF W25     | Hartplatz         | Robin Anderson             | 6:1, 6:3       |
| 9.  | 7. November 2021   | Haabneeme           | ITF W25     | Hartplatz (Halle) | Jekaterina Schalimowa      | 7:63, 6:3      |
| 10. | 27. Februar 2022   | Santo Domingo       | ITF W25     | Hartplatz         | Sachia Vickery             | 6:4, 6:3       |
| 11. | 7. August 2022     | Lexington           | ITF W60     | Hartplatz         | Jodie Burrage              | 6:0, 3:6, 6:3  |
| 12. | 9. Oktober 2022    | Trnava              | ITF W60     | Hartplatz (Halle) | Wang Xinyu                 | 6:1, 3:6, 6:4  |
| 13. | 1. Juni 2025       | San Diego           | ITF W15     | Hartplatz         | Dejana Radanović           | 6:4, 6:0       |
| 14. | 13. Juli 2025      | Don Benito          | ITF W35     | Teppich           | Viktória Hrunčáková        | 7:65, 6:1      |

### Doppel
| Nr. | Datum           | Turnier | Kategorie | Belag     | Partnerin        | Finalgegnerinnen            | Ergebnis         |
| --- | --------------- | ------- | --------- | --------- | ---------------- | --------------------------- | ---------------- |
| 1.  | 9. Oktober 2021 | Redding | ITF W25   | Hartplatz | Mirjam Björklund | Dalila Jakupović Lu Jiajing | 6:3, 1:6, [10:3] |

## Abschneiden bei Grand-Slam-Turnieren

### Einzel
| Turnier         | 2015 | 2016 | 2017 | 2018 | 2019 | 2020 | 2021 | 2022 | 2023 | 2024 | 2025 | Karriere |
| --------------- | ---- | ---- | ---- | ---- | ---- | ---- | ---- | ---- | ---- | ---- | ---- | -------- |
| Australian Open | —    | —    | —    | —    | Q1   | —    | —    | Q2   | Q1   | —    | —    | —        |
| French Open     | —    | —    | —    | —    | Q3   | —    | —    | Q1   | Q1   | —    | —    | —        |
| Wimbledon       | Q2   | 1    | Q1   | 2    | 1    |      | 1    | 1    | 1    | —    | Q1   | 2        |
| US Open         | —    | —    | —    | Q3   | Q1   | —    | —    | —    | —    | —    |      | —        |

Zeichenerklärung: S = Turniersieg; F, HF, VF, AF = Einzug ins Finale / Halbfinale / Viertelfinale / Achtelfinale; 1, 2, 3 = Ausscheiden in der 1. / 2. / 3. Hauptrunde; Q1, Q2, Q3 = Ausscheiden in der 1. / 2. / 3. Qualifikationsrunde; nicht ausgetragen